# Lembra-te do dia do shabbãth, sábado, para santificá-lo
"Lembra-te do dia do shabbãth, sábado, para santificá-lo" (Bíblia do Rei Jaime), também "Lembra-te do dia de sábado e guarda-o santo" (BJ, WEB), (hebraico זכור את יום השבת, שבת, כדי לשמור אותו קדוש, transliteração neolatina Zåkhor et yom hashabåt lëqadësho: = "Lembra-te do dia do sábado, para santificá-lo"), é o "Quarto Mandamento da Lei de Javé Deus", na ordem original talmúdica, como ela foi dada a Moisés no Monte Sinai, em duas ocasiões (a primeira, relatada em Êxodo 20: 1–17, e a segunda, em Deuteronômio 5: 4–21), que estabelece a natureza exclusiva da relação entre a nação de Israel e Javé, O Deus de Israel, que Ele iniciou, após libertar os israelitas da escravidão do Egito (Êxodo), dando, pois, seguimento a "Os Dez Mandamentos", amplamente acolhidos como imperativos espirituais e morais por biblistas, estudiosos, historiadores e teólogos, cristãos e judeus, e que se consideram, em maioria, aplicáveis ao povo de Javé Deus também na "Era da Graça", colimados por Jesus Cristo nos Dois Mandamentos do Amor, que são Um Só.
O texto completo do Mandamento, conforme sua exposição na primeira apresentação das Tábuas da Lei, feita por Moisés ao povo de Israel, relatado no Livro de Êxodo, capítulo 20 , versículos de 8 a 11, diz:

"(8) Lembra-te do dia do shabbãth, sábado, para santificá-lo. (9) Trabalharás seis dias e neles realizarás todos os teus serviços. (10) Contudo, o sétimo dia da semana é o shabbãth, sábado, consagrado a Javé, teu Deus. Não farás nesse dia nenhum serviço, nem tu, nem teu filho, nem tua filha, nem teu escravo, nem tua escrava, nem teu animal, nem o estrangeiro que estiverem morando em tuas cidades. (11) Porquanto em seis dias Eu, o SENHOR, fiz o céu, a terra, o mar e tudo o que há neles, mas no sétimo dia descansei. Foi por esse motivo que Eu, o SENHOR, abençoei o shabbãth, sábado, e o separei para ser um dia santo."
Quando Javé Deus deu aos israelitas os Dez Mandamentos, no Monte bíblico Sinai, eles foram ordenados a lembrar do shabbãth, sábado, para o santificar, nele não trabalhando, pessoal, ou familiar ou socialmente. Isso é considerado como reconhecimento de que Ele, Javé Deus é O Autor da Criação e do status especial que Ele havia conferido ao sétimo dia durante a semana da criação O sábado, como "Dia do Senhor, também aponta o futuro, o Reino Messiânico Milenar, ainda por vir sobre a terra durante o sétimo e último dia da semana da história.

## Os Dez Mandamentos
Diferentes tradições religiosas, não apenas judaicas ou só cristãs, apresentam os dezessete versículos de Êxodo 20: 1–17 e seus correspondentes versículos em Deuteronômio 5: 4–21  divididos e organizados em "dez mandamentos" ou "ditos" em modos diferentes, mostrados na tabela abaixo. Alguns sugerem que "o número dez" é uma opção para auxiliar a memorização, em vez de uma questão de teologia, embora essa organização decenal mostre coesão interna, concordância e consistência temática a justificá-la.
| LXX | FDA | SPT | TAV | AHV | CRV | LTV | PRC | Mandamento (artigo principal)                                                                 | Ex 20:1-17                                          | Dt 5:6-21                                           | Judaísmo                                            | Catol-"R"                                           | Catol-"O"                                           | Prot-"G"                                            |
| --- | --- | --- | --- | --- | --- | --- | --- | --------------------------------------------------------------------------------------------- | --------------------------------------------------- | --------------------------------------------------- | --------------------------------------------------- | --------------------------------------------------- | --------------------------------------------------- | --------------------------------------------------- |
| —   | —   | —   | 1   | —   | 1   | —   | (1) | Eu Sou Javé, o SENHOR, teu Deus, que te fez sair da terra do Egito, da casa da escravidão![1] | 2                                                   | 6                                                   | 1                                                   | 1                                                   | 1                                                   | 1                                                   |
| 1   | 1   | 1   | 2   | 1   | 1   | 1   | 1   | Não terás outros deuses além de Mim[1]                                                        | 3                                                   | 7                                                   | 2                                                   | 1                                                   | 1                                                   | 1                                                   |
| 2   | 2   | 1   | 2   | 1   | —   | 1   | 2   | Não farás para ti imagem de escultura[1]                                                      | 4–6                                                 | 8–10                                                | 2                                                   | 1                                                   | 2                                                   | 2                                                   |
| 3   | 3   | 2   | 3   | 2   | 2   | 2   | 3   | Não pronunciarás em vão o Nome de Javé, o SENHOR teu Deus[1]                                  | 7                                                   | 11                                                  | 3                                                   | 2                                                   | 3                                                   | 3                                                   |
| 4   | 4   | 3   | 4   | 3   | 3   | 3   | 4   | Lembra-te do dia do shabbãth, sábado, para santificá-lo[1]                                    | 8–11                                                | 12–15                                               | 4/sáb                                               | 3/dom[2]                                            | 4/dom[2]                                            | 4/dom[2]                                            |
| 5   | 5   | 4   | 5   | 4   | 4   | 4   | 5   | Honra teu pai e tua mãe                                                                       | 12                                                  | 16                                                  | 5                                                   | 4                                                   | 5                                                   | 5                                                   |
| 6   | 7   | 5   | 6   | 5   | 5   | 5   | 6   | Não matarás                                                                                   | 13                                                  | 17                                                  | 6                                                   | 5                                                   | 6                                                   | 6                                                   |
| 7   | 6   | 6   | 7   | 6   | 6   | 6   | 7   | Não adulterarás                                                                               | 14                                                  | 18                                                  | 7                                                   | 6                                                   | 7                                                   | 7                                                   |
| 8   | 8   | 7   | 8   | 7   | 7   | 7   | 8   | Não furtarás[3]                                                                               | 15                                                  | 19                                                  | 8                                                   | 7                                                   | 8                                                   | 8                                                   |
| 9   | 9   | 8   | 9   | 8   | 8   | 8   | 9   | Não darás falso testemunho contra o teu próximo                                               | 16                                                  | 20                                                  | 9                                                   | 8                                                   | 9                                                   | 9                                                   |
| 10  | 10  | 9   | 10  | 10  | 10  | 9   | 10  | Não cobiçarás (a casa do teu próximo)                                                         | 17a                                                 | 21b                                                 | 10                                                  | 10                                                  | 10                                                  | 10                                                  |
| 10  | 10  | 9   | 10  | 9   | 9   | 10  | 10  | Não cobiçarás (a mulher do teu próximo)                                                       | 17b                                                 | 21a                                                 | 10                                                  | 9                                                   | 10                                                  | 10                                                  |
| 10  | 10  | 9   | 10  | 10  | 10  | 10  | 10  | Não cobiçarás (seus servos, animais, ou coisa alguma que lhe pertença)                        | 17c                                                 | 21c                                                 | 10                                                  | 10                                                  | 10                                                  | 10                                                  |
| —   | —   | 10  | —   | —   | —   | —   | —   | Edificarás estas pedras, que Eu te ordeno, no Monte Gerizim                                   | Adoção exclusiva por parte da Comunidade Samaritana | Adoção exclusiva por parte da Comunidade Samaritana | Adoção exclusiva por parte da Comunidade Samaritana | Adoção exclusiva por parte da Comunidade Samaritana | Adoção exclusiva por parte da Comunidade Samaritana | Adoção exclusiva por parte da Comunidade Samaritana |

Tradições:
- Todas as citações das escrituras acima são da Bíblia King James . Clique nos versos no topo das colunas para outras versões.
- LXX: versão Septuaginta ("versão dos VXX"), geralmente seguida por cristãos ortodoxos.
- FDA: versão de Filo de Alexandria, basicamente idêntica à Septuaginta, mas com os mandamentos de "não matar " e de "não adulterar"  invertidos.
- SPT: versão do Pentateuco Samaritano ou Torá Samaritana, com um mandamento adicional sobre o Monte Gerizim como sendo o décimo.
- TAV:  versão do  Talmude judaico, faz do "prólogo" o primeiro "ditado" ou "matéria" e combina a proibição de adorar outras divindades além de Javé com a proibição da idolatria.
- AHV: versão de Agostinho, segue o Talmude, ao combinar os versículos 3–6, mas omite o prólogo como um mandamento e divide a proibição de cobiçar em dois e segue a ordem de palavras de Deuteronômio 5:21 em vez da de Êxodo 20:17.
- CRV: versão da Igreja Católica Romana, o Catecismo da Igreja Católica, em grande parte — mas, não em tudo — segue Agostinho.
- LTV: versão da Igreja Luterana, segue o Catecismo Maior de Lutero, que segue Agostinho, mas omite a proibição das imagens e usa a ordem das palavras de Êxodo 20:17, em vez das de Deuteronômio 5:21 para o nono e décimo mandamentos.
- PRC:  visão da Igreja Calvinista, segue os Institutos da Religião Cristã de João Calvino, que segue a Septuaginta; esse sistema também é usado no Livro Anglicano de Oração Comum.[32]
- A passagem dos mandamentos no Êxodo contém mais de dez declarações, dezenove no total. Enquanto a própria Bíblia assina a contagem de "10", usando a frase hebraica aseret had'varim— traduzida com as 10 palavras, afirmações ou coisas, essa frase não aparece nas passagens usualmente apresentadas como sendo "os Dez Mandamentos". Várias religiões dividem os mandamentos de modo diferente.  A tabela exibida aponta essas diferenças.
- [1] Jesus Cristo, em seu ministério, apresenta uma "releitura universal da Lei Mosaica", desde o Sermão da Montanha (Mt 5, 6 e 7[33]), bem como em várias outras ocasiões, em particular, o ensino sobre "O Maior Mandamento da Lei", ao qual foi arguido por um "juiz judeu, perito na Lei", conforme (Mt 22: 34-40[34]): " (34) Assim que os fariseus ouviram que Jesus havia deixado os saduceus sem palavras, reuniram-se em conselho. (35) E um deles, juiz perito na Lei, formulou uma questão para submeter Jesus à prova: (36) 'Mestre, qual é o Maior Mandamento da Lei?' (37) Asseverou-lhe Jesus: ' Amarás o Senhor, teu Deus, de todo o teu coração, de toda a tua alma e com toda a tua inteligência. (38) Este é o primeiro e maior dos mandamentos. (39) O segundo, semelhante a este, é: Amarás o teu próximo como a ti mesmo. (40) A estes dois mandamentos estão sujeitos toda a Lei e os Profetas. " (Mt 5, 6 e 7[34]). Alguns estudiosos e intérpretes bíblicos apressam-se a concluir que, com tal declaração, O Senhor Jesus Cristo houvesse abolido a Lei Antiga, o que, em verdade, nunca se deu. O que Ele fez foi uma "releitura unificadora e universalizante da Lei Antiga (também universal)", contudo sob um novo prisma — o prisma soberano do Amor". E, nesse sentido — pode-se dizer que Jesus Cristo "resumiu" a Antiga Lei de dez mandamentos para dois... e os dois tornou-os um só: O Grande e Universal Mandamento do Amor. O Apóstolo João, em seu evangelho remarca essa nota de modo extraordinário, por exemplo, em Jo 3:16-17[35]: " (16) Porque Deus amou o mundo de tal maneira que deu o seu Filho Unigênito, para que todo aquele que nele crê não pereça, mas tenha a vida eterna. (17) Portanto, Deus enviou o seu Filho ao mundo não para condenar o mundo, mas para que o mundo fosse salvo por meio dele. ". E, ainda mais, em suas Cartas (ou Epístolas), ele faz questão de aprofundar esse tema essencial, indispensável e universal. Por exemplo, em 1 Jo 3:16-17[36]:" (7) Amados, amemos uns aos outros, pois o Amor procede de Deus; e todo aquele que ama é nascido e conhece a Deus. (8) Aquele que não ama não conhece a Deus, porquanto Deus é Amor. (9) Foi desse modo que se manifestou o Amor de Deus para conosco: em haver Deus enviado o Seu Filho Unigênito ao mundo, para vivermos por intermédio d'Ele. (10) Assim, nisto consiste o Amor: não em que nós tenhamos amado a Deus, mas em que Ele nos amou e enviou o seu Filho como propiciação pelos nossos pecados. ". Algumas igrejas cristãs, entre as quais a Igreja Católica Romana,  mas não apenas ela, reunem os mandamentos da seguinte forma:  os mandamentos do Decálogo de números 1 a 4 são mandamentos de Amor a Deus; os de números 5 a 10 são mandamentos de Amor ao próximo.
- [2] O Cristianismo, em suas igrejas de modo geral (exceto as de confissão sabatista, como a Igreja Adventista do Sétimo Dia, entre outras) entende o dia de domingo como o dia do Senhor na Nova Aliança, pois foi o dia em que Jesus Cristo ressuscitou ("o terceiro dia")[37].
- [3] O Judaísmo afirma que essa é uma referência ao furto em geral, embora alguns, com base em Lv 19:11,[38] e na hermenêutica talmúdica (דבר הלמד מעניינו, Davar ha-lamed me-inyano ="O que ensina seu interesse",[39][40] sugiram ser apenas furto de propriedade.
- (4)/sab e (3 ou 4)/dom significam, respectivamente, os dias de sábado ou domingo, considerados de observância devida para o mandamento do shabbãth, por parte da confissão religiosa citada. O número "3" significa que a fé em causa considera-o como terceiro mandamento e o número "4", como o quarto mandamento.

A narrativa bíblica da revelação no Sinai começa em Êxodo 19:16,17 após a chegada dos filhos de Israel ao Monte Sinai (também chamado Monte Horebe). "(16) Ao alvorecer do terceiro dia, houve trovões, relâmpagos e uma espessa nuvem sobre a montanha, e um clangor muito forte de trombeta; e todas as pessoas que estavam no acampamento começaram a tremer de medo. (17) Então Moisés conduziu o povo para fora do acampamento, para encontrar-se com Deus, ao pé da montanha". Depois de "Javé Deus, o Senhor descer sobre o Monte Sinai", Moisés subiu brevemente e voltou e preparou o povo, e, em seguida, em Êxodo 20, "Deus falou" a todas as pessoas as palavras da Aliança, ou seja, os "Dez Mandamentos", como está escrito. A erudição bíblica moderna diverge sobre se, em Êxodo 19-20, o povo de Israel ouviu diretamente todo o Decálogo, ou apenas parte dele, ou se o povo o recebeu por meio de Moisés.
Como o povo estava com medo de ouvir mais e "distanciou-se", Moisés disse: "Não tenhais medo". Ele, porém, chegou-se à "escuridão espessa", onde "A Presença do SENHOR estava", para ouvir os estatutos adicionais e "juízos" os quais "escreveu" na "Torá", e que leu para o povo na manhã seguinte, e todo o povo concordou em obedecer e fazer tudo o que o SENHOR havia dito. Moisés escoltou um grupo seleto composto por Aarão, Nadabe e Abiú e "setenta dos anciãos de Israel" para um local no monte onde eles adoravam "de longe"e eles "viram O Deus de Israel" acima de um "pavimento trabalhado como pedra de safira clara".
Então Javé disse a Moisés: "Sobe o monte, vem até mim e fica aqui; Eu te darei as tábuas de pedra com a Lei e os mandamentos que escrevi para instrução do povo!" Moisés partiu com Josué, seu cooperador; e subiram à montanha de Deus. — Primeira menção das Tábuas da Aliança em Ex 24:12-13

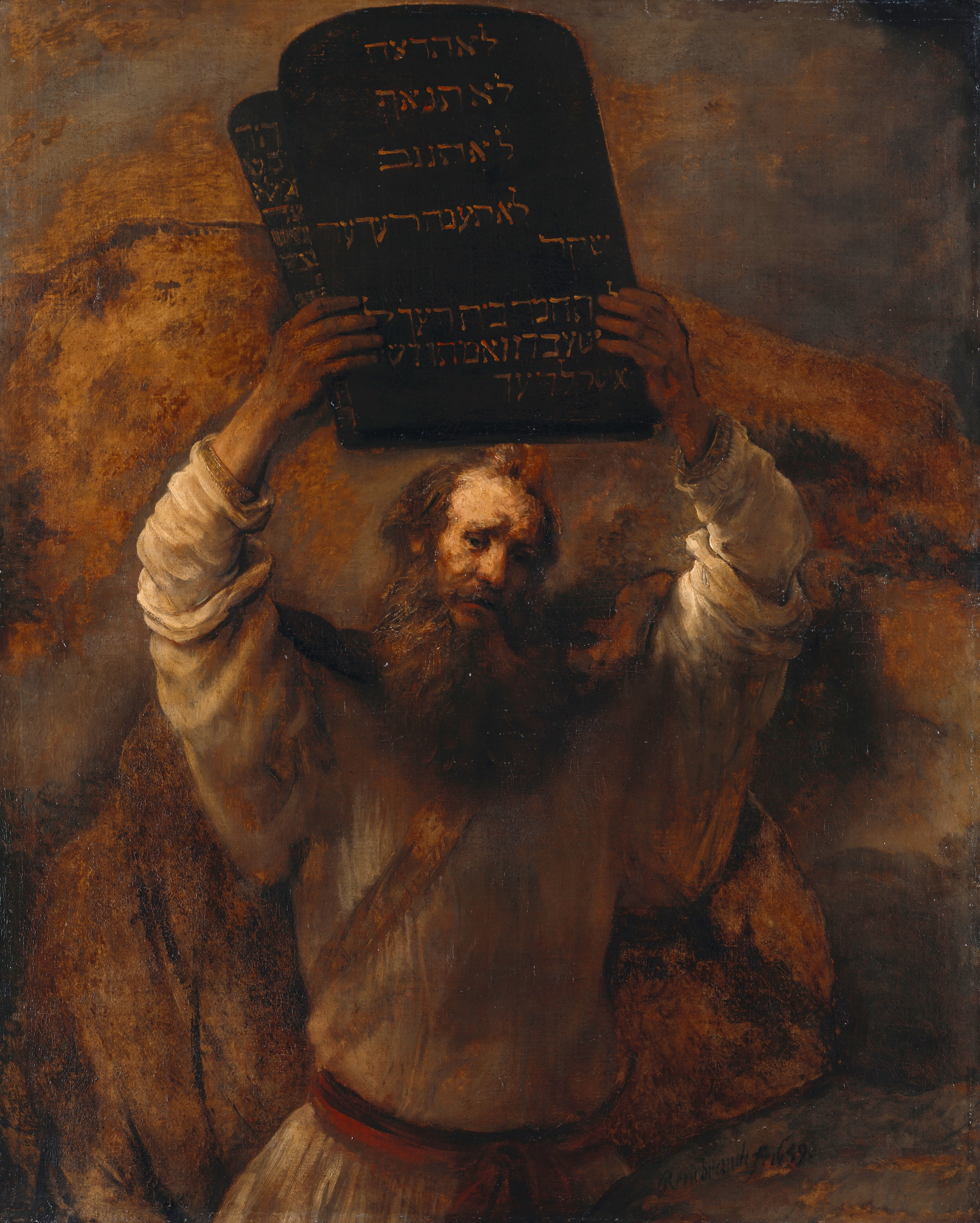
Moisés quebra as Tábuas da Lei (1659) por Rembrandt. (Gemäldegalerie, Berlin)

O monte ficou coberto pela nuvem durante seis dias, e no sétimo dia Moisés entrou no meio da nuvem e ficou "no monte quarenta dias e quarenta noites ". E Moisés disse: "O Senhor Javé entregou-me duas tábuas de pedra escritas com O Dedo de Deus, e nelas estava escrito de acordo com todas as Palavras, que o Senhor Javé falou convosco no monte do meio do fogo no dia da assembléia " Antes dos quarenta dias completos expirarem, os filhos de Israel decidiram coletivamente que algo havia acontecido a Moisés, e compeliram Arão a moldar um bezerro de ouro , e ele "construiu um altar diante dele" e o povo "adorou". Com essa conduta, o povo de Israel demonstrou que, apesar de ter saído e liberto do Egito em apenas um dia, todavia, o Egito ainda precisava sair dele, o que tomou muito mais tempo.
Após quarenta dias, Moisés e Josué desceram do monte com as duas tábuas: "E aconteceu que, chegando ao arraial, viu o bezerro e a dança; e Moisés, ardendo em ira, tirou as tábuas das mãos e as quebrou no pé do monte. Após os eventos nos capítulos 32 e 33, no capítulo 34: "Então Javé solicita a Moisés: 'Corta duas placas de pedra semelhantes às primeiras, sobe a mim na montanha, e Eu escreverei as mesmas palavras que escrevi nas primeiras tábuas, que quebraste'.". "(27) Disse ainda Javé a Moisés: 'Escreve essas palavras; porquanto é de acordo com o teor dessas palavras que estabeleço aliança contigo e com Israel!' (28) Moisés ficou ali com o SENHOR quarenta dias e quarenta noites, sem comer pão e sem beber água. E escreveu sobre as tábuas de pedra as palavras da aliança: os Dez Mandamentos".
Conforme a tradição judaica, Êxodo 20: 1–17{ constitui a primeira dação de Deus dos Dez Mandamentos nas duas tábuas, que Moisés quebrou em ira com sua nação rebelde. Mais tarde, foi reescrita em novas tábuas e depositada na Arca da Aliança Essas novas tábuas consistem na reedição por Deus dos Dez Mandamentos para a geração mais jovem que deveria entrar na Terra Prometida. As passagens em Êxodo 20 e Deuteronômio 5 contêm mais de dez declarações, totalizando dezenove ao todo.

## Antigo Testamento
A Torá retrata o conceito do sábado, tanto em termos de repouso no sétimo dia como concessão de descanso a terra durante cada sétimo ano. A motivação é dada como sendo além de um sinal e lembrança do descanso original de Javé Deus durante a semana da criação, e se estende à preocupação de que a família, os servos e o gado possam descansar e ter refrigério de seu trabalho. Além da instrução para descansar em cada sétimo dia e sétimo ano, os períodos de sete dias são frequentemente aspectos relevantes das instruções bíblicas. Por exemplo, o período de quarentena para suspeitas de doenças de pele após o exame inicial pelo sacerdote era de sete dias, após o que reexaminava a pele e declarava a pessoa limpa ou impura. Outros dias especiais incluíram o dia após o sétimo sábado, no primeiro dia do sétimo mês, o dia da limpeza ritual após ser curado de uma doença impura ou outro evento trazendo impureza. Além disso, na batalha de Jericó, Josué ordenou que o exército marchasse em torno de Jericó, cada dia, durante sete dias consecutivos e sete vezes no sétimo dia.
A Torá cita a desobediência ao Mandamento de santificar o shabbãth, sábado como punível com a morte, e a não-observância dos anos sabáticos como compensável pelo cativeiro que resultaria da quebra da Aliança. A Torá também descreve quão especial deveria ser o pão colocado antes d'O Sábado do Senhor Javé Deus, e descreve as ofertas do Dia do Senhor.
O Dia da Expiação, Yom Kipur foi considerado como um "Sábado dos Sábados". Era apenas nesse dia que o Kohen Gadol (Sumo Sacerdote de Israel) entrava no Kodesh Hakodashim ("Lugar Santíssimo" ou "Santo dos Santos") dentro do Tabernáculo, onde a Arca da Aliança com as Tábuas de Pedra com os Dez Mandamentos gravados ficava. A presença de Javé Deus no Kodesh Hakodashim ("Lugar Santíssimo") naquele dia anual, sobre o propiciatório, exigia que o Kohen Gadol fosse primeiro purificado pelo sacrifício de um touro da forma prescrita. Entrar no Lugar Santíssimo noutros dias, ou sem cumprir o ritual sujeitaria o sacerdote à morte.
Da mesma forma que a observância do sábado não impediu Josué de marchar em torno de Jericó por sete dias consecutivos, a observância do sábado não impediu o Sumo-sacerdote Joiadá de organizar um golpe palaciano no sábado a fim de remover a rainha Atalia do trono e substituí-la por Joás, legítimo herdeiro do trono. Atalia havia assassinado todos os outros herdeiros do trono após a morte de Acazias e usurpou o trono de Judá para si. A esposa de Joiadá tinha resgatado o jovem Joás; e Joiadá havia-o escondido por seis anos enquanto Atalia reinou sobre Judá. O sacerdote Joiadá aproveitou a ocasião da transferência da guarda no sábado para proclamar Joás como rei, porque naquele tempo ele poderia arranjar o dobro da guarda normal em serviço no templo de Javé Deus. Naquele dia, um pacto foi feito, Joás foi proclamado rei, Atalia foi morta, o templo de Baal foi derrubado, ídolos foram quebrados, e Matã, o sacerdote de Baal, foi morto.
Alguns profetas condenam a profanação do sábado com várias formas de trabalho, incluindo Isaías, Jeremias, Ezequiel e Amós De acordo com Neemias, depois que os cativos retornam a Jerusalém do exílio, eles fazem um pacto que inclui a promessa de não profanar o sábado, mas alguns cedem à tentação de comprar e vender no sábado. Como resultado, Neemias tem que repreendê-los e guardas da estação para impedir o comércio em Jerusalém no sábado.

### Visão judaica
Ibn Ezra ensinou que o relato do Êxodo dos Dez Mandamentos contém o texto exatamente como está escrito nas Tábuas de Pedra e que a versão algo diferente em Deuteronômio contém palavras de Moisés  que lembram Israel de obedecer aos mandamentos "como Javé, O SENHOR vosso Deus vos ordenou". Ibn Ezra explica que Moisés não precisou reiterar a referência a seis dias de criação no início do Mandamento em Deuteronômio, porque o comando em Deuteronômio (que significa "repetição da Lei") remete ao comando de Êxodo com as palavras "como Javé, vosso Elohim vos mandou". Em vez disso, Moisés revelou em Deuteronômio o motivo da ordem de que os escravos descansassem no dia de sábado, a fim de que Israel lembrasse que fora escravo no Egito e que Javé Deus os redimira.
O rabino Moshe ben Nachman (o Ramban) também vê a versão do Êxodo do mandamento do Dia do Senhor como uma recitação direta por Javé Deus, e a versão em Deuteronômio como a reconstrução e exposição pessoal de Moisés. O Ramban explica que Moisés deseja enfatizar que a proibição do trabalho estende-se até mesmo ao trabalho agrícola voltado para a produção de alimentos. Ele explica ainda a diferença nos racionais declarados (Criação em Êxodo, Êxodo em Deuteronômio). O Êxodo do Egito serve como mais uma prova da Criação do mundo por Javé Deus, O Senhor. A incrível demonstração de Poder de Javé Deus durante o Êxodo anula quaisquer dúvidas em relação a Javé como Criador, porque somente O Criador pode possuir tal controle total sobre os elementos.

"Assim, o sábado é uma lembrança do Êxodo do Egito, e o Êxodo é uma lembrança do sábado, pois nele [o sábado], eles lembram e dizem que é Javé Elohim Quem... criou TUDO no início da Criação. Agora, Ele não explicou aqui (em Deuteronômio) que a razão para o descanso [no sábado] é que em seis dias Javé Deus, O Eterno fez o céu já que isso fora dito muitas vezes na Torá. Em vez disso, explicou-lhes que, do Êxodo do Egito, saberiam que foi Ele Quem falou e o mundo veio a existir, e Ele deixou de trabalhar nele
Maimônides (o Rambam) confere bases e suportes iguais às duas declarações racionais para o Mandamento do Sábado:

Javé Deus ordenou-nos a abster-nos de trabalhar no sábado e a descansar para dois propósitos, ou seja, (1) para que possamos confirmar a Verdadeira teoria, a da criação, que de uma vez e claramente leva à Confirmação da Existência de Javé Deus. (2) para que nos lembremos de quão bondoso Javé Deus foi em nos libertar do fardo dos egípcios - O sábado é, portanto, uma bênção dupla: dá-nos noções corretas e também promove o bem-estar de nossos corpos

## Novo Testamento

### Cristianismo
Os imperativos espirituais e morais que espelham nove dos Dez Mandamentos são repetidos no Novo Testamento, mas o Mandamento referente ao Sábado é claramente ausente. No entanto, o contexto e a compreensão judaica do mandamento do sábado sustentam muitas das narrativas e discussões do Novo Testamento. Por exemplo, Jesus esclarece aos judeus sua [deles] compreensão equivocada Lei mosaica, tornando a observância do sábado mais rigorosa do que O Próprio Javé Deus havia ordenado. Não era ilegal comer no sábado, mesmo que a comida devesse ser obtida arrancando grãos das orelhas. Não era ilegal fazer o bem no dia de sábado. A cura foi uma obra de misericórdia e Jesus, retratado como O Senhor do Sábado era misericordioso. Consequentemente, as críticas à cura no sábado eram injustificadas.

"(1) Naquela época, Jesus passou pelas lavouras de cereal, em dia de sábado. Seus discípulos estavam com fome e começaram a colher espigas e comê-las. (2) Assim que os fariseus viram aquilo, disseram-lhe: 'Vê! Teus discípulos estão fazendo o que não é lícito em dia de sábado!' (3) Mas Jesus lhes respondeu: 'Não lestes o que fez David quando ele e seus companheiros estavam com fome? (4) Como entrou na casa de Javé Deus, e comeram os pães da Presença, os quais a Lei não lhes permitia comer, nem a ele nem aos que com ele estavam, mas exclusivamente aos sacerdotes? (5) Ou não lestes na Lei que, aos sábados, os sacerdotes no templo violam o sábado e, contudo, são desculpados? (6) Pois Eu vos afirmo que AQUI ESTÁ QUEM É MAIOR QUE O TEMPLO. (7) Entretanto, se vós soubésseis o que significam estas palavras: 'Misericórdia quero, e não holocaustos', não teríeis condenado os que não têm culpa. (8) Pois O FILHO DO HOMEM É O SENHOR DO SÁBADO!' (9) Tendo Jesus saído daquele lugar, foi para a sinagoga deles. (10) Encontrava-se ali um homem que tinha uma das mãos atrofiada. Mas, procurando um motivo para acusar Jesus, eles o questionaram: 'É lícito curar no sábado?' (11) Ao que Jesus lhes propôs: 'Qual de vós será o homem que, tendo uma ovelha, e, num sábado, esta cair em um buraco, não fará todo o esforço para retirá-la de lá? (12) Assim sendo, quanto mais vale uma pessoa do que uma ovelha! Por isso, é lícito fazer o bem no sábado'. (13) Então, dirigiu-se ao homem e disse: 'Estende a tua mão'. Ele a estendeu e ela foi restaurada, ficando sã como a outra. (14) Diante disso, saíram os fariseus e começaram a conspirar sobre como poderiam matar Jesus."(Bíblia King James Atualizada online)
Muitíssimas outras curas, todas [ou grande maioria delas]] realizadas no sábado, O Senhor Jesus Cristo as realizou, sempre com a incompreensão e não aceitação por parte dos escribas e fariseus, os "doutores da Lei da época".
O Apóstolo Paulo, com seu vastíssimo conhecimento das Escrituras Sagradas Judaicas e após seu encontro com Jesus Cristo,em suas cartas evangélicas missionárias, foi sempre categórico em anunciar e, doutamente, demonstrar, a superioridade absoluta e definitiva da Graça sobre a Lei:

"(1) Entrementes, Saulo ainda respirava ameaças de morte contra os discípulos do Senhor. Dirigindo-se ao sumo sacerdote, (2) pediu-lhe cartas para as sinagogas de Damasco, de maneira que, eventualmente encontrando ali, homens ou mulheres que pertencessem ao Caminho, estivesse autorizado a conduzi-los presos a Jerusalém. (3) Entretanto, durante sua viagem, quando se aproximava de Damasco, subitamente uma intensa luz, vinda do céu, resplandeceu ao seu redor. (4) Então, ele caiu por terra e ouviu uma voz que lhe afirmava: 'Saulo, Saulo, por que me persegues?' (5) Ao que ele inquiriu: 'Quem és, Senhor?' E Ele disse: 'EU SOU JESUS, A QUEM TU PERSEGUES; (6) contudo, levanta-te e entra na cidade, pois lá alguém te revelará o que deves realizar. (7) Os homens que acompanhavam Saulo na viagem caíram emudecidos; podiam ouvir a voz, mas a ninguém viam. (8) Saulo ergueu-se do chão e, abrindo os olhos, não conseguia ver coisa alguma; então, guiado pela mão, foi conduzido até Damasco. (9) Por três dias esteve cego, durante os quais não comeu, nem mesmo bebeu. (10) E havia em Damasco um discípulo chamado Ananias. O Senhor o chamou em uma visão: 'Ananias!' Diante do que, prontamente respondeu: 'Eis-me aqui, Senhor!' (11) Então, o Senhor lhe disse: 'Apronta-te, e vai à rua que se chama Direita; e, procura na casa de Judas por um homem de Tarso chamado Saulo. Eis que ele está em oração neste momento, (12) e acaba de ter também uma visão na qual um homem chamado Ananias se aproxima e lhe impõem as mãos, para que volte a enxergar'. (13) Todavia, Ananias replicou: 'Senhor, tenho ouvido vários testemunhos sobre este homem, quantos males tem causado aos teus santos em Jerusalém; (14) e ele chegou aqui com toda a autoridade dos chefes dos sacerdotes para prender todos que invocam o teu Nome'. (15) Porém, o Senhor ordenou-lhe: 'Vai, pois ele é para mim um instrumento escolhido, a fim de levar o meu Nome diante de gentios e seus reis, e perante o povo de Israel. (16) Revelarei a ele tudo quanto lhe será necessário sofrer por causa do Meu Nome'. (17) Então, Ananias foi e, entrando na casa, impôs sobre ele as mãos, declarando: ''IRMÃO SAULO, O SENHOR JESUS, QUE LHE APARECEU NO CAMINHO POR ONDE VINHAS, ENVIOU-ME A TI PARA QUE TORNES A VER E FIQUES PLENO DO ESPÍRITO SANTO!' (18) Imediatamente lhe caíram dos olhos algo parecido com umas escamas, e ele passou a ver de novo. Em seguida, levantando-se, foi batizado. (19) E, depois de alimentar-se, ganhou novas forças e passou vários dias na companhia dos discípulos em Damasco. (20) Logo após, Saulo começou a pregar nas sinagogas que JESUS É O FILHO DE DEUS. (21) Todos quantos o ouviam ficavam atônitos e indagavam: 'Ora, não é este o homem que, em Jerusalém, buscava destruir aqueles que invocavam o Nome? E não é ele mesmo que tinha vindo aqui com a finalidade de detê-los e levá-los à presença dos principais sacerdotes?' (22) Apesar disso, Saulo se fortalecia cada vez mais e deixava perplexos os judeus que viviam em Damasco, AO COMPROVAR QUE JESUS ERA MESMO O MESSIAS'"(Bíblia King James Atualizada online)
"(1) Ó gálatas insensatos! Quem vos enfeitiçou? Ora, não foi diante dos vossos olhos que Jesus Cristo foi exposto como crucificado? (2) Quero tão-somente que me respondais: Foi por intermédio da prática da Lei que recebestes o Espírito Santo, ou pela fé naquilo que ouvistes? (3) Estais tão enlouquecidos assim, a ponto de, tendo começado pelo Espírito de Deus, estar desejando agora vos aperfeiçoar por meio do mero esforço humano? (4) É possível que vos tenha sido inútil sofrer tudo o que sofrestes? Se é que isso foi por nada! (5) Aquele que vos dá o seu Espírito, e que realiza milagres entre vós, será que assim procede pelas obras da Lei, ou por meio da fé com a qual recebestes a Palavra? (6) Considerai, pois, o exemplo de Abraão: 'Ele creu em Deus, e isso lhe foi creditado como justiça'. (7) Estejais certos, portanto, de que os que são da fé, precisamente estes, é que são filhos de Abraão! (8) E a Escritura, prevendo que Deus iria justificar os não-judeus pela fé, anunciou com antecedência as boas novas a Abraão: 'Por teu intermédio, todas as nações serão abençoadas'. (9) Desse modo, os que são da fé são abençoados juntamente com Abraão, homem que realmente creu. (10) Pois todos os que são das obras da Lei estão debaixo de maldição. Porquanto está escrito: 'Maldito todo aquele que não persiste em praticar todos os mandamentos escritos no Livro da Lei'. (11) É, portanto, evidente que diante de Deus ninguém é capaz de ser justificado pela Lei, pois 'o justo viverá pela fé'. (12) A Lei não é fundamentada na fé; ao contrário, 'quem praticar esses mandamentos, por eles viverá'. (13) Foi Cristo quem nos redimiu da maldição da Lei quando, a si próprio se tornou maldição em nosso lugar, pois como está escrito: 'Maldito todo aquele que for pendurado num madeiro'. (14) Isso aconteceu para que a bênção de Abraão chegasse também aos gentios em Jesus Cristo, a fim de que recebêssemos a promessa do Espírito Santo pela fé. (15) Caros irmãos, eu vos falarei em termos simplesmente humanos. Assim, mesmo considerando que um testamento seja feito por mãos humanas, ninguém o poderá anular depois de haver sido ratificado, nem ao menos lhe acrescentar algo. (16) Desse mesmo modo, as promessas foram feitas a Abraão e ao seu descendente. A Escritura não declara: 'E aos seus descendentes', como se referindo a muitos, mas exclusivamente: 'AO SEU DESCENDENTE', transmitindo a informação de que SE TRATA DE UMA SÓ PESSOA, ISTO É, CRISTO. (17) Em outras palavras: A Lei, que veio quatrocentos e trinta anos depois, não anula a aliança previamente estabelecida por Deus, de maneira que venha a invalidar a promessa. (18) Porquanto, se a herança provém da Lei já não depende mais da promessa. Deus, entretanto, outorgou a herança gratuitamente a Abraão por intermédio da promessa. (19) Qual era, então, o propósito da Lei? Ora, a Lei foi acrescentada por causa das transgressões, até que viesse O DESCENDENTE, A QUEM SE REFERIA A PROMESSA, e foi promulgada por meio de anjos, pela mão de um mediador. (20) Entretanto, o mediador não representa somente um, mas Deus é um só. (21) Sendo assim, pode a Lei ser contrária às promessas de Deus? De forma alguma! Pois, se tivesse sido outorgada uma lei que pudesse conceder vida, com toda a certeza a justiça resultaria da lei. (22) Contudo, a Escritura colocou tudo debaixo do pecado, para que a promessa fosse concedida aos que creem por meio da fé em Jesus Cristo. (23) Antes que essa fé chegasse, estávamos sob a custódia da Lei, nela aprisionados, até que a fé que haveria de vir fosse revelada. (24) Desse modo, a Lei se tornou nosso tutor a fim de nos conduzir a Cristo, para que por intermédio da fé fôssemos justificados. (25) Agora, no entanto, havendo chegado a fé, já não estamos mais sujeitos a esse tutor. (26) Porquanto, todos vós sois filhos de Deus por meio da fé que tendes em Cristo Jesus, (27) pois todos quantos em Cristo fostes batizados, de Cristo vos revestistes. (28) Não há judeu nem grego, escravo ou livre, homem ou mulher; porque todos vós sois um em Cristo Jesus. (29) E, se sois de Cristo, então, sois descendência de Abraão e plenos herdeiros de acordo com a Promessa."(Bíblia King James Atualizada online)
De tal forma, o Apóstolo Paulo considera gravíssima a conduta dúbia dos gálatas, que, entrementes, sofriam muitas investidas de "cristãos judaizantes" (os que ainda não se haviam convertido pela Graça de Jesus (ver Gl 5:7-12), que ainda os exortou severamente:

"(1) Foi para a liberdade que Cristo nos libertou! Portanto, permanecei firmes e não vos sujeiteis outra vez a um jugo de escravidão. (2) Eu, Paulo, vos afirmo que Cristo de nada vos servirá, se vos deixardes circuncidar. (3) E outra vez declaro solenemente a todo homem que se permite circuncidar, que ele, desse modo, fica obrigado a cumprir toda a Lei. (4) Vós, que vos justificais por meio da Lei, estais separados de Cristo; caístes da graça! (5) Entretanto nós, pelo Espírito mediante a fé, aguardamos a justiça que é nossa esperança. (6) Porquanto em Cristo Jesus, nem a circuncisão nem a incircuncisão têm qualquer valor; mas sim a fé que opera pelo amor. (7) Corríeis bem! QUEM VOS IMPEDIU DE OBEDECER à VERDADE? (8) Quem vos convenceu a agir assim, não procede daquele que vos chama. (9) Sabeis que “um pouco de fermento leveda toda a massa'. (10) Quanto a vós, estou convencido no Senhor de que não pensareis de outra forma. Mas aquele que vos perturba, seja quem for, sofrerá condenação. (11) Eu, no entanto, irmãos, se continuo pregando a circuncisão, por qual motivo ainda sou perseguido? Nesse caso, o escândalo da cruz estaria anulado. (12) Quem me dera se castrassem àqueles que vos estão confundindo! (13) Caros irmãos, fostes chamados para a liberdade. Todavia, não useis da liberdade como desculpa para vos franquear à carne; antes, sede servos uns dos outros mediante o amor. (14) Pois toda a Lei se resume num só mandamento, a saber: 'AMARÁS A TEU PRÓXIMO COMO A TI MESMO'. (15) Porém, se mordeis e devorais uns aos outros, cuidado para não vos destruirdes mutuamente! (16) Portanto, vos afirmo: Vivei pelo Espírito, e de forma alguma satisfareis as vontades da carne! (17) PORQUANTO A CARNE LUTA CONTRA O ESPÍRITO, E O ESPÍRITO, CONTRA A CARNE. Eles se opõem um ao outro, de modo que não conseguis fazer o que quereis. (18) Contudo, se sois guiados pelo Espírito, já não estais subjugados pela Lei. (19) Ora, as obras da carne são manifestas: imoralidade sexual, impureza e libertinagem; (20) idolatrias e feitiçarias; ódio, discórdia, ciúmes, ira, egoísmo, dissensões, facções e (21) inveja; embriaguez, orgias e tudo quanto se pareça com essas perversidades, contra as quais vos advirto, como já vos preveni antes: os que as praticam não herdarão o Reino de Deus! (22) Entretanto, O FRUTO DO ESPÍRITO É: amor, alegria, paz, paciência, benignidade, bondade, fidelidade, (23) mansidão e domínio próprio. Contra essas virtudes não há Lei. (24) Os que pertencem a Cristo Jesus crucificaram a carne, com as suas paixões e os seus desejos. (25) Se vivemos pelo Espírito, andemos de igual modo sob a direção do Espírito. (26) Não nos tornemos arrogantes, provocando-nos uns aos outros e tendo inveja uns dos outros."(Bíblia King James Atualizada online)

### Visão católica
A Igreja Católica considera o Mandamento de "lembrar o dia de sábado e santificá-lo" (Êxodo 20:8-10) como sendo o "Terceiro Mandamento" ( e não o "Quarto Mandamento, da ordem original temática talmúdica), incluindo-o como parte essencial da observação do Mandamento d'O Senhor Jesus Cristo de "Amar O Senhor Javé Deus com todo o coração e com toda a alma e com toda a mente" (Marcos 2:27-28). O ensino católico enfatiza a santidade do dia de sábado (Êxodo 31:15), e liga o sábado com descanso de Javé Deus após os seis dias da Criação (Êxodo 20:11), vendo-o como um lembrete da libertação de Israel do cativeiro (Deuteronômio 5:15). Vê, ainda, o exemplo de Javé Deus de descansar no sétimo dia como "um exemplo para o descanso humano" e, logo, "protesto contra a servidão do trabalho" e "a adoração do dinheiro". (Êxodo 23:12;31:17). O Catecismo da Igreja Católica discute muitos incidentes quando Jesus foi acusado de violar a lei do sábado, e aponta que Jesus nunca deixou de respeitar a santidade desse dia. Em Marcos 1:21 e João 9:16, Jesus é citado como dando à lei do sábado sua interpretação autêntica e autoritária: "O SÁBADO FOI FEITO PARA O HOMEM, NÃO O HOMEM PARA O SÁBADO". Em Marcos 2:27, com compaixão, Jesus Cristo declara "o sábado para fazer o bem e não mal, para salvar a vida e não tirá-la" (Marcos 3:4).
O domingo é distinto do sábado, posto que o sucede. Ou o antecede, na contagem cíclica semanal. Contudo, segundo o ensinamento católico, dado que Jesus Cristo ressuscitou no Primeiro Dia da Semana, isto é o domingo (latim Dies Dominicus ou "Dia do Senhor"), o domingo substitui o  sábado em termos de santificação.
O domingo é descrito como o "cumprimento da verdade espiritual do sábado judaico e o anúncio do descanso eterno do homem em Javé Deus". O Catecismo Católico descreve a celebração do domingo como observando o "mandamento moral inscrito pela natureza no coração humano para render a Deus um culto externo, visível, público e regular". Assim, o culto dominical cumpre o "Mandamento Moral da Antiga Aliança, assumindo seu ritmo e espírito na celebração semanal de Javé Deus, O Criador e Redentor de Seu povo". A Igreja Católica ensina que o Dia do Senhor deveria ser "um dia de [ação de] graça[s] e descanso do trabalho" para cultivar as "vidas familiares, culturais, sociais e religiosas [espirituais]". Aos domingos e noutros dias sagrados, os cristãos fiéis deveriam abster-se do trabalho e das atividades que impedem a adoração a Javé Deus, a alegria própria do Dia do Senhor, as obras de Misericórdia e o "relaxamento apropriado da mente e do corpo". Os cristãos católicos (e muitos outros cristãos não-católicos, embora nem todos) também santificam o domingo, dando tempo e cuidado a suas famílias e parentes, muitas vezes difícil de se fazer noutros dias da semana. "O domingo é um tempo de reflexão, silêncio, cultivo da mente e meditação que favorece o crescimento da vida interior cristã". Além do próprio descanso, os cristãos devem evitar fazer exigências desnecessárias a outros que os impeçam de observar o Dia do Senhor.
A Igreja Católica crê, no seu ideário, que "uma oração dada por Jesus a Isabel, Rainha da Hungria, por ela dita Santa Isabel, juntamente com Matilde e Brígida, também ditas santas", intitulada "Uma Verdadeira Carta de Nosso Salvador Jesus Cristo", que é venerada pelos católicos romanos, implora aos fiéis: "Se você quer colher uma colheita abundante, você não deve trabalhar no domingo; no domingo, você deve ir à Igreja e orar a Deus pelo perdão dos seus pecados. Ele lhe deu seis dias para trabalhar, e um para descanso, devoção e disposição de ajuda aos pobres à Igreja".

### Visão luterana
Martinho Lutero ensinou que, com relação à observância externa, o Mandamento do Sábado fora dado somente aos judeus, e, dessa forma, não era estritamente, obrigatoriamente aplicável aos cristãos. Lutero, contudo, viu sabedoria no estabelecimento de observância voluntária de um dia para descansar do trabalho e prestar especial atenção aos deveres cristãos, como ler as Escrituras Sagradas, adorar  e orar a Javé Deus. Ele cria que isso não precisava ocorrer em algum dia em particular, mas deveria continuar no "domingo (O dia do Senhor"), já que essa era a prática estabelecida há muito tempo, desde os primórdios da Igreja Cristã Primitiva, e não havia razão para criar desordem por meio de inovações desnecessárias. Lutero enfatizou ainda que "nenhum dia é santificado somente pelo descanso, mas pelo indivíduo que busca ser santo lavando-se n'A Palavra de Javé Deus".
"Porque A Palavra de Javé Deus é o Santuário acima de todos os santuários, sim, o único que nós, cristãos, conhecemos e temos... A Palavra de Javé Deus é O Tesouro que Santifica Tudo, e pelo qual todos os santos foram santificados. Seja qual for a hora, A Palavra de Javé Deus for ensinada, pregada, ouvida, lida ou meditada, ali a pessoa, o dia e a obra são santificados, não por causa do trabalho externo, mas por causa d'A Palavra de Javé Deus que faz de todos nós santos. Por isso, eu constantemente digo que toda a nossa vida e obra devem ser ordenadas de acordo com A Palavra de Javé Deus, se é para ser agradável ou santo a Javé Deus. Onde isto for feito, esse Mandamento está em vigor e está sendo verdadeiramente cumprido."— Martinho Lutero (O Grande Catecismo)
De Martinho Lutero, há também os seguintes comentários sobre a razão, importância e necessidade contínua para o Shabbat, o Sábado ou Sétimo Sia, especificamente, encontrado em Lutero sobre a Criação: "Um Comentário Crítico e Devocional sobre Gênesis 1-3":

Javé Deus não santificou para Si Mesmo o Céu nem a Terra, nem outra qualquer criatura. Mas, Javé Deus Santificou-Se a Si Mesmo n'O Sétimo Dia. Isto foi especialmente concebido por Javé Deus, para fazer-nos entender que O Sétimo Dia é especialmente dedicado à Adoração Divina, Adoração a Javé Deus. Pois aquilo que é apropriado a Javé Deus e exclusivamente separado de todos os usos profanos é santificado ou sagrado...
Segue-se, portanto, dessa passagem, que se Adão tivesse permanecido em sua inocência e não tivesse caído, ele ainda estaria observando o "Sétimo Dia" como Santificado, Santo e Sagrado; isto é, ele teria ensinado seus filhos e sua posteridade d'Aquele Dia com relação à vontade e adoração de Javé Deus.
Além disso, pela santificação do Sábado, também fica claramente demonstrado que o homem foi criado especialmente para o Conhecimento e Adoração de Javé Deus. Pois o Sábado foi instituído não em favor de outro qualquer ser, mas do homem, por quem o Conhecimento de Javé Deus pode ser exercido e aumentado n'Aquele Dia Sagrado. Embora, o homem tenha perdido o Conhecimento de Javé Deus pelo pecado, ainda assim Javé Deus quis que Sua Ordem concernente à santificação do Sábado permanecesse. Ele desejou que no Sétimo Dia, tanto Sua Palavra fosse pregada, como também Sua Adoração fosse realizada, como Ele mesmo instituíra; assim, o fim designado significa que devemos antes de tudo pensar solenemente em nossa condição no mundo como homens; que esta nossa natureza foi criada... para O Conhecimento e A Glorificação de 'Javé Deus.
Como se pode comprovar, nessa obra citada, aqui não se encontra Martinho Lutero dizendo que o Mandamento do Sábado (Shabbat) de Gênesis 1 seja algo que possa ser dispensado. Era o comando do Criador do Universo e tinha um propósito absolutamente específico.

### Visão calvinista
João Calvino ensinou que desde que Jesus Cristo, como judeu, cumpriu o sábado [à perfeição], a observância obrigatória ao sábado foi revogada para os cristãos. No entanto, Ele enfatizou que, por serem os cristãos sepultados com Cristo no Batismo e ressuscitados dentre os mortos para a Glória de Javé Deus Pai (Romanos 6:4), o Shabbat que Cristo plenificou não requer apenas um dia por semana, mas "requer todo o curso de nossas vidas, até estarmos completamente mortos para nós mesmos, por Jesus Cristo renascidos em JavéDeus". Calvino ensinou que a sabedoria espiritual merece receber devoção cada e a todo dia, mas devido à fraqueza de muitas reuniões diárias não pode ser realizada. Consequentemente, o padrão de observância semanal estabelecido por Javé Deus é útil para a igreja buscar imitar. Essa prática da igreja não deve ser como a observância judaica de formalidades menores, mas sim a ordenação da vida em comunhão, que sirva ao corpo com oportunidade de ouvir a palavra, receber os sacramentos e participar da oração pública.
A Confissão de Fé de Westminster descreve o Dia de Sábado como sendo o sétimo dia da semana desde a Criação até a Ressurreição de Cristo, e, efetivamente, como tendo sido mudado para o domingo, o Primeiro Dia da Semana, com a Ressurreição de Cristo num domingo.

VI. Nem a Oração, nem outra qualquer parte da Adoração Espiritual, pelo Evangelho, está agora ligada ou tornada mais aceitável, na dependente do lugar em que é realizada, ou do motivo a que se destina João 4:21, mas Javé Deus deve ser adorado em Espírito e em Verdade, em toda parte e por todos (Malaquias 1:11, [João 4:23 e 1 Timóteo 2:8), como em famílias particulares (Deuteronômio 6:6-7, Jeremias 10:25, Atos 10:2, 1 Pedro 3), diariamente (Mateus 6:11) e em secreto, cada um por si mesmo (Mateus 6:6 e Efésios 6:18), assim, mais solenemente nas assembleias públicas, que não devem ser descuidadas ou intencionalmente negligenciadas, ou abandonadas, quando Javé Deus, por Sua Palavra ou Providência, determina assim (Isaías 56:6-7, Lucas 4:16, Atos 2:42;13:42 e Hebreus 10:25).
VII. Como é a lei da natureza, que, em geral, um certo tempo seja separado para a Adoração a Javé Deus; Assim, em Sua Palavra, por um Mandamento Moral, Positivo e Perpétuo que liga todos os homens em todas as eras, Ele designou particularmente um dia em sete, como um Shabbat a ser-lhe consagrado (Êxodo 20:8-11, Isaías 56:2-11): que, desde o início do mundo até a Ressurreição de Cristo, fora o último dia da semana; e, com a Ressurreição de Cristo, fosse mudado para o Primeiro Dia da Semana (Gênesis 2:2, Atos 20:7 e 1 Coríntios 16:1-2), que, nas Escrituras Sagradas, é chamado o Dia do Senhor (Apocalipse 1:10) e deve continuar assim até o fim do mundo, como "o novo sábado cristão" (Êxodo 20:8,11 e Mateus 5:17-18).
VIII. Este Sábado deve ser mantido Santo ao Senhor quando os homens, após a devida preparação de seus corações e ordenação de seus assuntos comuns de antemão, não somente observarem um santo descanso todo o dia de suas próprias obras, palavras e pensamentos sobre suas ocupações mundanas e recreações (Êxodo 16:23-30;20:8;31:15-17, Isaías 58:13 e Neemias 13:15-22), mas buscarem tomar o tempo todo, no exercício privado ou público de Sua Adoração, e nos deveres de Misericórdia e Socorro (Isaías 58:13)

### Visão metodista
No Metodismo, "um aspecto importante da busca da santificação é o observância cuidadosa" dos Dez Mandamentos. As Regras Gerais da Igreja Metodista exigem "atender todas as ordenanças de Javé Deus", incluindo "Sua adoração pública" e proibição de "profanar o Dia do Senhor por meio do trabalho usual, ou da compra ou venda". Como tal, "a observância metodista do Dia do Senhor baseou-se no sentido de que a observância do domingo como um dia de descanso, cumpriu a Commandement para santificar o Sábado." A 2014 Disciplina da Bíblia Metodista de Conexão de Igrejas estados, com respeito ao Dia do Senhor:
We believe that the Lord’s Day, celebrated on Sunday, the first day of the week, throughout the Christian church, is the Christian sabbath, which we reverently observe as a day of rest and worship and as the continuing memorial of our Savior’s resurrection. For this reason, we abstain from secular work and from all merchandising on this holy day, except that required by mercy or necessity.
Teologicamente falando, para os Metodistas, o domingo é "o que é especial, mas não o único dia para a adoração, é santificado por Deus, recorda a criação e a ressurreição, requer a liberação de terrenos trabalho e responsabilidades, e antecipa o escatológico dia do Senhor, que é a esperança e a vontade de todos os crentes".

### Visão adventista
A Igreja Adventista do Sétimo Dia observa o sábado, shabbat, o qual, no calendário bíblico original, conta-se do pôr do Sol de sexta-feira ao pôr do Sol do sábado. Em lugares onde o Sol não aparece, ou não se põe por vários meses, como o norte da Escandinávia, a orientação é de se considerar um tempo arbitrário, como 18 h como "pôr do sol local". Durante o sábado, os adventistas evitam trabalho secular usual, apesar de aceitarem o socorro médico e o trabalho humanitário. Apesar de existirem variações culturais, a maioria dos adventistas também evita atividades como compras, desportos, e certas formas de entretenimento. Os adventistas, normalmente, reúnem-se para os serviços da igreja, no sábado pela manhã. Alguns também se reúnem na noite de sexta-feira para saudar o sábado (às vezes chamado de "vésperas" ou "abertura do Sábado"), e alguns da mesma forma se reúnem no "fechamento do Sábado".
Tradicionalmente, os adventistas do sétimo dia sustentam que os Dez Mandamentos (incluindo o quarto mandamento, do sábado) são parte da Lei Moral de Javé Deus, não revogada por Jesus Cristo, e que se aplicam igualmente aos cristãos. Esse era um entendimento cristão comum até a controvérsia sabatista levar os guardadores do domingo a adotar uma posição antinomiana mais radical. Os adventistas, tradicionalmente, distinguem entre "lei moral" e "lei cerimonial", argumentando que a lei moral continua a vincular os cristãos, enquanto os eventos das leis cerimoniais foram encerrados com a morte de Jesus Cristo na cruz.

### Visão mórmom
A Igreja de Jesus Cristo dos Santos dos Últimos Dias crê que O Senhor Javé Deus ordenou-lhes a continuarem a observância do Sábado. Segundo ela, Ele, O Senhor Javé Deus prometeu-lhes que, se eles obedecerem a esse mandamento, eles vão receber "a plenitude da terra". Os mórmons são ensinados que eles devem manter um dia santo, e ele deve ser reservado para atividades santas. Os mórmons participam da "reunião sacramental" todas as semanas. Outras das suas atividades n'O Dia do Senhor podem incluir: orar, meditar, estudar as Escrituras Sagradas e os ensinamentos dos profetas modernos, escrever cartas para a família e para os amigos, ler material saudável, visitar os enfermos e aflitos, e participar de outras reuniões da Igreja.

## Leitura complementar
- O Judeu Da Bíblia De Estudo, Tanakh De Tradução. 2004. Berlim, Adele; Brettler, Marc Zvi; Fishbane, Michael, eds. Sociedade De Publicação Judaica, New York: Oxford University Press. ISBN 0-19-529751-2
- Matthew Henry Conciso Comentário sobre Toda a Bíblia (acedido em 2 de setembro de 2009)
- A Bíblia Sagrada, Versão Padrão Em Inglês. 2007. Crossway Bíblias, Wheaton, IL. ISBN 1-58134-379-5
- Nova Bíblia De Jerusalém. 1985. (acedido em 28 de agosto de 2009)
- A Bíblia de Estudo NVI. 1995. Barker, Kenneth, Burdick, Donald; Stek, João; Wessel, Walter; Youngblood, Ronald, eds. Edições vida nova. Grand Rapids, MI, EUA ISBN 0-310-92709-9
- «EUA Igreja Católica.». Catecismo da Igreja Católica. 2003. Doubleday Religião. ISBN 0-385-50819-0 (acedido em 1 de setembro de 2009)
- "Lutero sobre a Criação: Uma Crítica e Devocional Comentário sobre Gênesis [1-3]" 1904 Luteranos em todas as Terras, Co., Minneapolis, MN.